# Carl-Theo Ehlers
Carl-Theo Ehlers (* 16. September 1925 in Bad Köstritz; † 12. März 2006) war ein deutscher Mediziner und Hochschullehrer an der  Georg-August-Universität Göttingen. Er gilt als Pionier der Medizinischen Informatik.

## Leben
Er besuchte in Erfurt und Bunzlau die Schule. Nach dem Notabitur 1943 studierte er ab 1948 Medizin in Göttingen. Er promovierte 1954. 1965 wechselte er zur Chirurgischen Universitätsklinik Tübingen und übernahm dort die Leitung der Dokumentationsabteilung. Er habilitierte sich 1967 an der Universität Tübingen. Er war ab 1971 Lehrstuhlinhaber für Medizinische Dokumentation und Datenverarbeitung an der Universität Göttingen. 1993 wurde er emeritiert.
Von 1970 an war er Mitglied im Sachverständigen-Ausschuss „Datenverarbeitung im Gesundheitswesen“ beim Bundesministerium für Bildung und Forschung in Bonn, von 1974 bis 1980 als dessen Vorsitzender. aktiv. Von 1977 bis 1983 war er Mitglied des Präsidiums der Deutschen Gesellschaft für Medizinische Informatik, Biometrie und Epidemiologie, deren Präsident er zwei Jahre lang war. Er war auch langjähriger Leiter des Ausschusses zur Vergabe des Zertifikats Medizinischer Informatiker.

## Auszeichnungen
- 1991: Ehrenmitglied der Deutschen Gesellschaft für Medizinische Informatik, Biometrie und Epidemiologie
- 1993: Verdienstorden der Bundesrepublik Deutschland[5]

## Schriften (Auswahl)
- Direkte maschinelle Erfassung von Krankenblattdaten. Stuttgart 1967, OCLC 74996929.
- mit Rüdiger Klar und Bernd Graubner: Leitfaden zur Erstellung der Diagnosenstatistik nach § 16 Bundespflegesatzverordnung (BPflV). Bonn 1986, OCLC 180429475.
- mit Peter M. Pietrzyk und Günther Juretzka: Das Göttinger Krankenhausinformationssystem. Statusbericht nach 20 Jahren medizinischer Datenverarbeitung in Göttingen. Göttingen 1993, OCLC 263313665.